# 臨済宗建長寺派

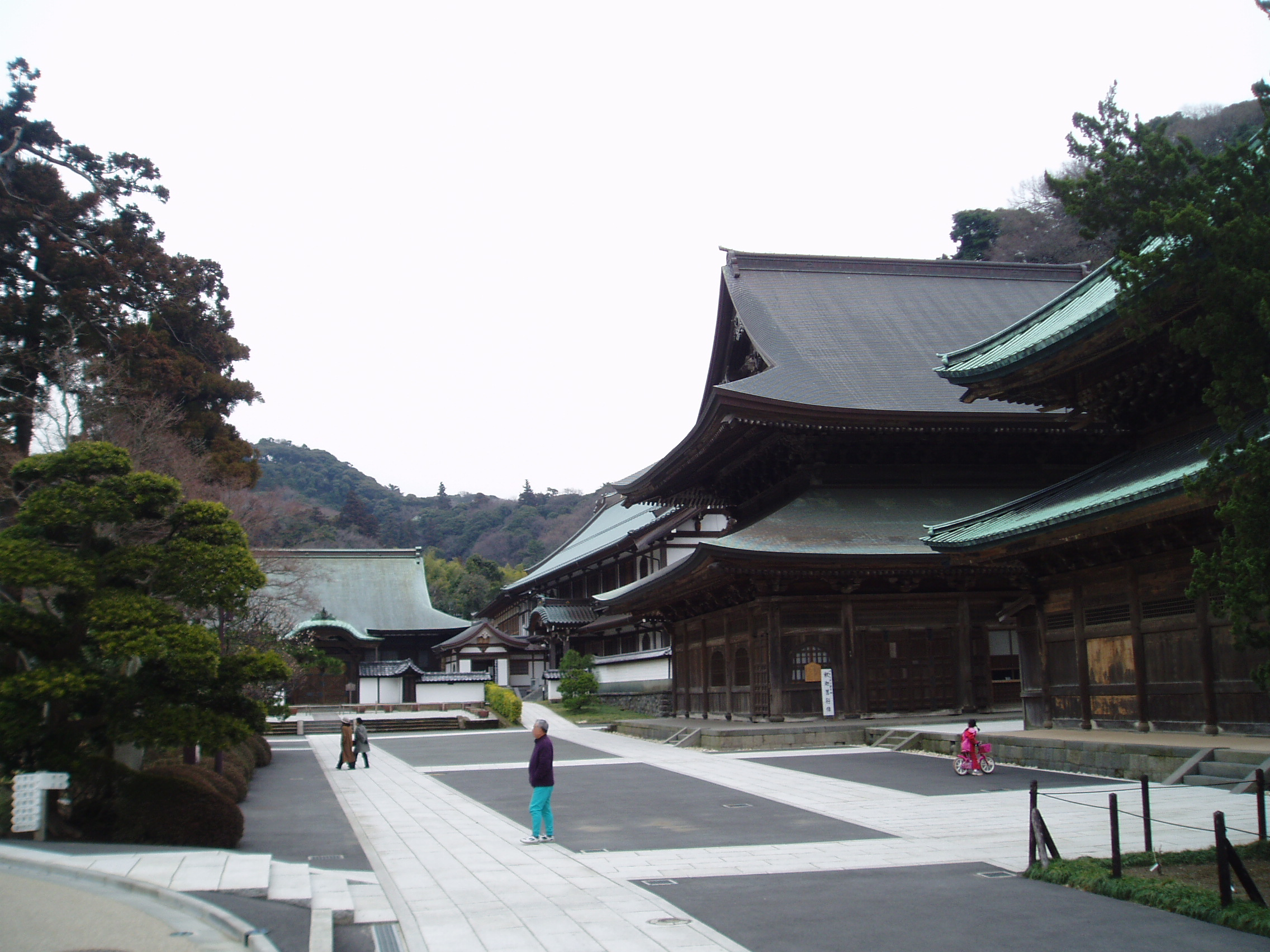
建長寺

臨済宗建長寺派（りんざいしゅうけんちょうじじは）は、臨済宗の宗派。大本山は建長寺。

## 歴史
1253年（建長5年）、鎌倉幕府五代執権・北条時頼が中国・宋から招いた蘭渓道隆により始まる。本山は蘭渓道隆が開山した鎌倉の建長寺。
建長寺を開山した蘭渓道隆は、中国の高僧である無明慧性に学び、1246年（寛元4年）に33歳で来日し、九州、京都を経た後、鎌倉に入り北条時頼に請われて建長寺に迎えられた。
蘭渓道隆は中国宋時代の純粋で厳しい禅をそのまま導入し、建長寺を天下の禅林として多くの僧を集め、中国文化の受容、勉学の場として一時は千人を超える修行僧を指導。その教えは現在国宝として建長寺に残る「法語規則」で確認できる。

## 主な寺院
- 建長寺
- 一峰院
- 円融寺
- 海蔵寺
- 龍峰寺
- 宗禅寺
- 寿福寺
- 東明寺